# Franz Deéd
Franz Deéd (* 23. April 1901 in Kéty, Komitat Tolna, Königreich Ungarn als Ferenc Deéd; † 7. April 1983 in Wien) war ein ungarisch-österreichischer Zeichner, Graphiker, Maler, Kunsthandwerker und Restaurator.

## Leben
Deéd besuchte die Schule in Bratislava und studierte von 1920 bis 1924 an der Ungarischen Akademie der Bildenden Künste in Budapest. Er nahm zudem von 1924 bis 1925 am Unterricht von Ferdinand Schmutzer an der Akademie der bildenden Künste Wien teil, der die Meisterklasse für Grafik leitete. Er unternahm in den 1920er Jahren eine Studienreise nach Italien, wobei er die Techniken der Wandmalerei und des Mosaiks studierte und sich in religiöse Kunst vertiefte. 1931 begann er größere Aufträge im Bereich der Kirchenmalerei anzunehmen. 1939 erfolgte der Ruf an die Akademie der bildenden Künste in Budapest und ab 1941 war er als ordentlicher Professor für Glas- und Wandmalerei sowie für Mosaik an der gewerblichen Anstalt Budapest tätig. Nachdem seine Wohnung und seine Werkstatt im Krieg zerstört worden war, wurde Deéd von den Nationalsozialisten nach Deutschland deportiert. Seit 1949 besaß er die österreichische Staatsbürgerschaft, war bis zu seinem Tod in Österreich-Ungarn und in den Nachfolgestaaten Österreich (Wien), Ungarn (Budapest) und der Slowakei (Pressburg) tätig. Er hat unter verschiedenen Pseudonymen gearbeitet und mehrere Ausstellungsprojekte entworfen. Anlässlich der Eröffnung gestaltete er für das Museum Carnuntinum in Bad Deutsch-Altenburg ein Plakat mit einem römischen Mosaik.
Franz Deéd starb am 7. April 1983 in Wien und wurde am 19. April 1983 am Döblinger Friedhof bestattet (Grab I4/4/1).

## Werke (Auswahl)
- Glasfenster im Dom von Eisenstadt
- 1972 Glasfenster der Filialkirche Gartenstadt in Hollabrunn
- Wandbilder im Landesmuseum Niederösterreich
- Glasfenster der Pfarrkirche Roseldorf
- Kreuzwegbilder in Glasklebetechnik als Meditation zu den Texten von Claudel[2]
- Kreuzwegfenster in der Pfarrkirche Am Schüttel, Wien